# Henry Léauté
Henry Charles Victor Jacob  Léauté (* 26. April 1847 in Belize, damals Britisch-Honduras; † 5. November 1916 in Paris) war ein französischer Ingenieur und Mathematiker.
Er studierte ab 1866 an der École polytechnique in Paris. Léauté war von 1895 bis 1904 Professor für Mechanik an der École polytechnique. Er nahm am Deutsch-Französischen Krieg von 1870 teil (Schlacht von Champigny) und wurde von der Kommune zum Tode verurteilt, da er sich weigerte, ein öffentliches Amt unter den Kommunarden anzunehmen. Ihm gelang aber die Flucht nach Toulouse.
Er befasste sich mit Regulierung und Fernsteuerung von Maschinen. 1880 erhielt er den Poncelet-Preis. 1890 wurde er Mitglied der Académie des sciences.
Er war der Vater von André Léauté (1882–1966), Professor für Physik an der École polytechnique.